# Apoica arborea
Apoica arborea är en getingart som beskrevs av Henri Saussure 1854. Apoica arborea ingår i släktet Apoica och familjen getingar. Inga underarter finns listade i Catalogue of Life.